# Kaspar Wilhelm von Borcke

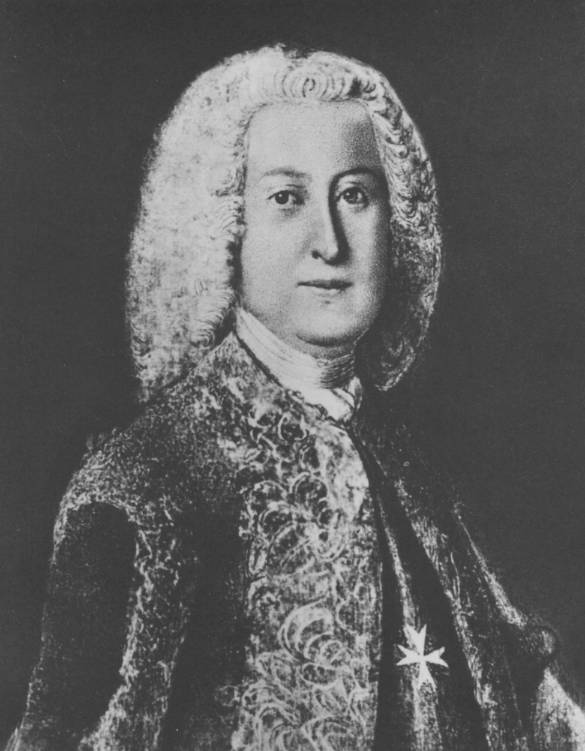
Kaspar Wilhelm von Borcke

Kaspar Wilhelm von Borcke (* 30. August 1704 in Gersdorf, Pommern; † 8. März 1747 in Berlin; auch Casper Wilhelm von Borcke, Caspar Wilhelm von Borcke und Caspar Wilhelm von Borck) war ein deutscher Staatsmann in preußischen Diensten und Literaturübersetzer.

## Leben
Er wurde 1704 in Gersdorf in Pommern als Angehöriger der pommerschen Adelsfamilie Borcke geboren. Seine Eltern waren Georg Matthias von Borcke (1671–1740), Kanzler der Neumark, und dessen Ehefrau Elisabeth Marie von Blankenburg (1685–1740). Er wurde zunächst von Hauslehrern auf den Familiengütern in Gersdorf und Falkenburg erzogen, kam 1720 auf das Gymnasium Danzig und studierte anschließend an der Universität Königsberg und der Universität Halle die Rechtswissenschaften und Kameralwissenschaften. Nach einer Kavaliersreise trat er 1730 als Diplomat in preußische Dienste.
Nach diplomatischen Stationen an den Höfen in Braunschweig, Dresden und London wurde er 1738 Botschafter („bevollmächtigter Minister“) in Wien. Hier musste er Ende 1740 gemeinsam mit dem zu diesem Zweck nach Wien entsandten Sonderbotschafter Gustav Adolf von Gotter im Auftrag Friedrichs II. die Abtretung Schlesiens verlangen, was Maria Theresia strikt ablehnte. Für den feinsinnigen und verbindlichen Borcke scheint dies unangenehm gewesen zu sein. Nach dem Abbruch der diplomatischen Beziehungen zwischen den Höfen von Wien und Berlin während der Schlesischen Kriege wurde Borcke preußischer Wirklicher Geheimer Staats-, Kriegs- und Kabinettsminister der Auswärtigen Angelegenheiten in Berlin, hier arbeitete er insbesondere mit dem ebenfalls aus Pommern stammenden Heinrich Graf von Podewils zusammen.
Borcke war ein Freund und Förderer der Wissenschaften und von König Friedrich II. hoch geschätzt. Als die Königlich-Preußische Akademie der Wissenschaften 1744 neu organisiert wurde, wurde Borcke einer ihrer vier Kuratoren und nahm mit Interesse an den Akademiesitzungen teil. Borckes besonderes Interesse galt der Geschichte Pommerns. Auf diesem Gebiet regte er zu Forschungen an, so Friedrich von Dreger zu der Veröffentlichung des Codex diplomaticus Pomeranicus (1748), und unterhielt einen Briefwechsel mit dem Greifswalder Professor Albert Georg Schwartz, der 1876 veröffentlicht wurde.
Borcke betätigte sich ferner als Literaturübersetzer. Seine 1741 veröffentlichte Übersetzung von Shakespeares Drama Julius Cäsar war die erste veröffentlichte Übersetzung eines Dramas Shakespeares ins Deutsche; Borcke verwendete hierfür das Versmaß der Alexandriner. Die Übersetzung wurde 1929 ein zweites Mal aufgelegt. 1743 wurde seine Übersetzung eines Singspiels der Briten Charles Coffey und John Mottley in Potsdam unter dem Titel Der Teufel ist los, oder die verwandelten Weiber gegeben. Der Erfolg war indes nur mäßig, und die Übersetzung wurde nicht veröffentlicht. Seine Übersetzung des Lukan wurde 1748, nach seinem Tode, veröffentlicht. Nach dem Urteil des Historikers Martin Wehrmann ragte Borcke gemeinsam mit Ewald Christian von Kleist (1715–1759) und Karl Wilhelm Ramler (1725–1798) unter den hinterpommerschen Dichtern des 18. Jahrhunderts hervor.
Der Verwaltung seiner in Pommern gelegenen Güter – er war Erbherr auf Labes, Regenwalde, Falkenburg, Gersdorf und Pansin – widmete er sich überwiegend von Berlin aus.
Wohl seit dem Jahre 1735 war er Ritter des Johanniterordens. Die farbenprächtige Aufschwörungstafel mit seiner Ahnenprobe bis in die Generation seiner Urgroßeltern, die er zur Bewerbung um Aufnahme in den Orden eingereicht hatte, ist bis heute erhalten.
1745 heiratete Borcke Sophie Charlotte von Schönaich (1725–1807), verwitwete von Buddenbrock, Herrin und letzte Angehörige des Zweiges ihrer Familie auf Karnitten. Die Ehe blieb Kinderlos. Borcke starb 1747. Er wurde in der Familiengruft in Falkenburg beigesetzt. Die Witwe heiratet den Freiherrn Bernhard Heinrich Schoultz von Ascheraden (1727–1797).

## Werke
- Versuch einer gebundenen Uebersetzung des Trauerspiel von dem Tode des Julius Cäsar. Berlin 1741. Neuauflage: Weltgeist-Bücher Verlags-Gesellschaft, Berlin 1929.
- Versuch einer gebundenen Uebersetzung des Lukan. Halle 1748.
- H. Müller (Hrsg.): Briefwechsel zwischen dem preußischen Minister C. W. von Borcke und dem Greifswalder Professor A. G. von Schwartz. In: Zeitschrift für preußische Geschichte und Landeskunde. Band 13, 1876, S. 39–156.